# Supermalloy
Supermalloy és el nom en anglès d'un aliatge (en anglès: alloy) compost per nickel (75%), ferro (20%) i molibdè (5%).
Es tracta d'un material magnètic del tipus tou (és a dir, de baixa coercitivitat). La resistivitat d'aquest aliatge és de 0,6 Ω·mm²/m. Té una permeabilitat magnètica extremadament alta (aproximadament 800000 N/A²) i una baixa coercitivitat. El supermalloy es fa servir en la fabricació de components per l'enginyeria de ràdio, telefonia i instruments telemecànics.